# Kulturfilm Erich Puchstein

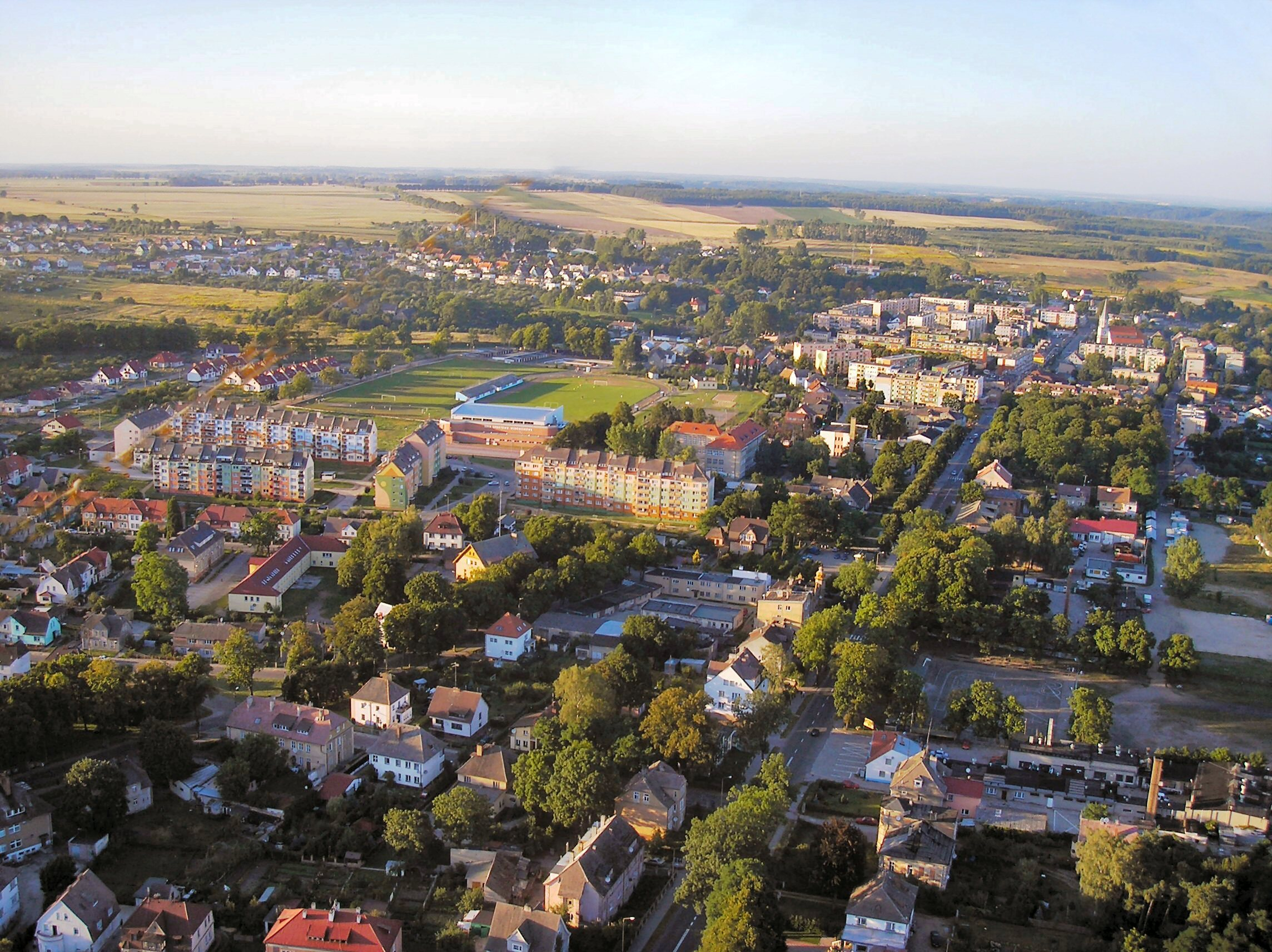
Łobez z lotu ptaka

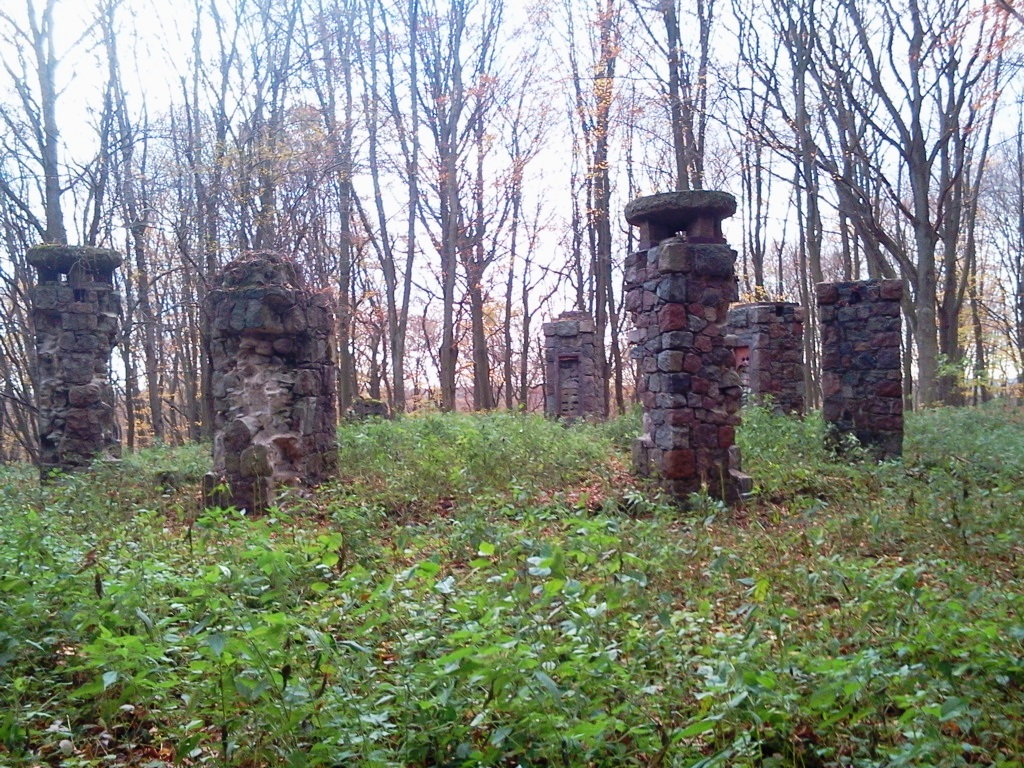
Pomnik Rolanda w Łobzie - pozostałości 2013

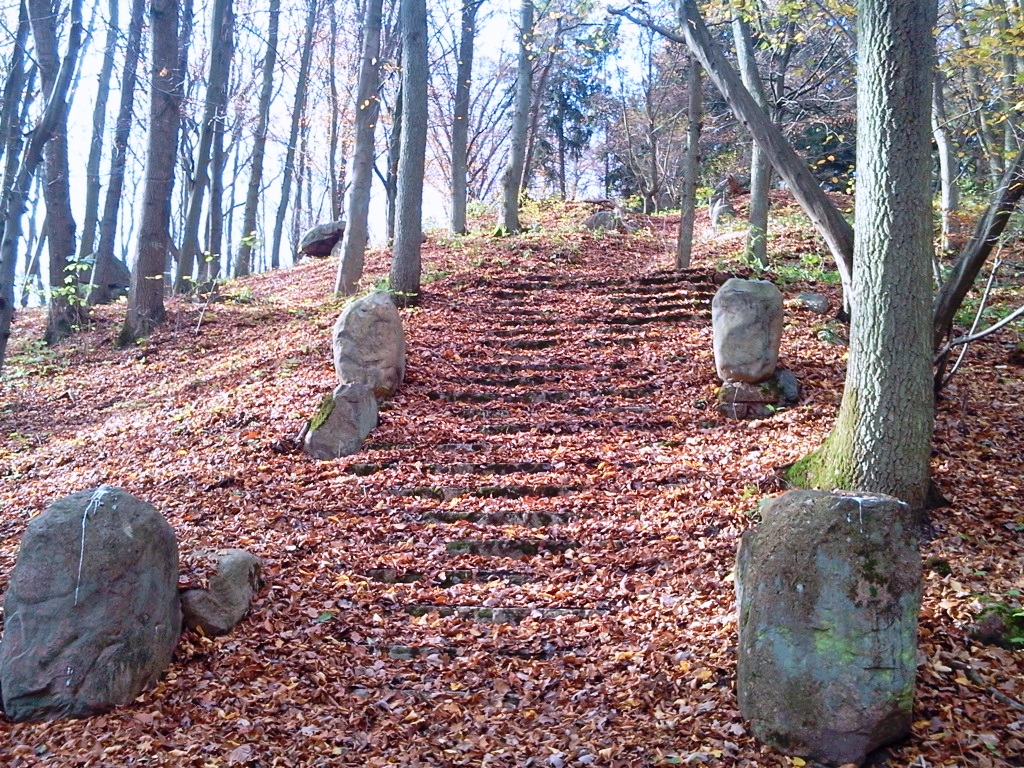
Kopiec Rolanda w Łobzie - 2013

Kulturfilm Erich Puchstein (Königsberg i. Pr.)- niemiecka wytwórnia filmowa (inne nazwy: Kulturfilm E. Puchstein (Berlin), Puchstein-Kulturfilm GmbH, Königsberg i. Pr.), która w roku 1931 zrealizowała pierwszy film (niemy) w trakcie którego przedstawiono panoramę miasta Łobez. 
Film nosił tytuł Heldentum - Volkstum - Heimatkunst (inna nazwa: Die Stadt im Osten) i przedstawiał głównie pomnik Rolanda, który mieszkańcy miasta wybudowali w czynie społecznym w latach 20. na własnoręcznie usypanym kopcu. Reżyserem filmu i operatorem był Fritz Puchstein, producentem była  Erika Puchstein (żona Fritza), a scenariusz filmu napisał Fritz Richter-Elsner. Wytwórnia istniała w latach 1922-1941. Erich Puchstein, kawaler, prawnik z wykształcenia, towarzyszył jako fotograf w roku 1905 w wyprawach archeologicznych swojego wuja Otto Puchsteina, a część zdjęć z tej wyprawy odnalazł bratanek profesora o tym samym imieniu Otto (ur. 1934 r. syn Fritza i Eryki Puchstein), który w odziedziczonej po rodzinie szafie odkrył 500 fotografii i negatywów (w tym 300 fotografii) z roku 1905 z terenu wykopalisk w Pergamonie i Baalbeku (leżących na terenie dzisiejszej Turcji i Libanu). 
Erich Puchstein opiekował się wujem Otto Puchsteinem aż do jego śmierci w roku 1911.

## Filmografia (Kulturfilm Erich Puchstein)
- 1933 - Jenseits der Weichsel
- 1931 - Heldentum - Volkstum - Heimatkunst
- 1930 - Wir Ostpreußen
- 1930 - Wehlau: Großer Sommer-Pferdemarkt 1930
- 1930 - Das Erwachen der Seele. Die seelische Entwicklung des Menschen
- 1930 - Lötzen und seine Umgebung
- 1930 - Vom Geiste deutscher Körperkultur
- 1929 - Masuren, das Land der tausend Seen
- 1929 - Masuren, Stadt und Dorf
- 1929 - Ländliche Siedlung in Ostpreußen
- 1929 - Meerschaumbearbeitung
- 1929 - Aufzucht und Haltung des ostpreußischen Rindes Verleih
- 1928/1929 - Niederung und Moosbruch in Ostpreußen
- 1928/1929 - Der Elch in Ostpreußen
- 1928/1929 - Ein Versuch der Vogelwarte Rossiten über das Orientierungsvermögen der Zugvögel an 75 jungen Störchen
- 1928/1929 - Kinderland
- 1928/1929 - Die staatliche Bernsteinmanufaktur in Königsberg i.Pr.
- 1928 - Die Preußische Wüste
- 1928 - Königsberg als Handelszentrum in Deutscher Ostmark
- 1928 - Ostmarkenbilder
- 1928 - Das Königsberger Bernsteinwerk
- 1928 - Königsberg als Vorposten deutscher Kultur
- 1928 - Rossitten
- 1928 - Königsberg, eine Großstadt
- 1928 - Am Memelstrom
- 1928 - Ostpreußens Bergwerk
- 1928 - Im Spiel: Die Welt
- 1928 - Winterernte am Kurischen Haff
- 1928 - Vom Krüppeltum zum tätigen Leben
- 1928 - Der Elch in seinem ostpreußischen Asyl
- 1927/1928 - Frohes Kinderleben
- 1927 - Frühling der Erde, Frühling des Lebens
- 1927 - In Luft und Sonne
- 1927 - Das Bernsteingestade
- 1927 - Rossitten. Ein Versuch der Vogelwarte Rossitten über das Orientierungsvermögen der Zugvögel an 75 jungen Störchen
- 1927 - Ein hartes Geschlecht
- 1927 - Samlandgold
- 1927 - Der Wildling
- 1927 - Segelfliegerei in Rossitten auf der Kurischen Nehrung
- 1926 - Es klingt ein Ruf in deutschen Gauen
- 1926 - Betreute Ostmarkkinder
- 1926 - Oberlandfahrt
- 1926 - Wo kann mein Kind gesunden?
- 1926 - Ostmarkbilder Nr. 1, Ostmarkbilder Nr. 10, Ostmarkbilder Nr. 2, Ostmarkbilder Nr. 3, Ostmarkbilder Nr. 7, Ostmarkbilder Nr. 8
- 1926 - Ein ostpreußisches Paradies

## Filmografia (Kulturfilm E. Puchstein (Berlin), Puchstein-Kulturfilm GmbH)
- 1941 - Am schwäbischen Meer
- 1937 - Richtige Pflege und Erweiterung des landwirtschaftlichen Obstbaues
- 1935 - Kind und Geld
- 1934 - Bauerntöpferei
- 1933 - Bauern-Schnitzerei
- 1933 - Bauern-Töpferei
- 1933 - Bauern-Weberei
- 1933 - Kinderjahre - Lernjahre
- 1932/1933 - Das Erwachen der Seele. 2. Teil
- 1932 - Große Fahrt nach Ostpreußen
- 1932 - Oberland und Masuren
- 1932 - Der Hafer im Dienste der Volksernährung
- 1932 - Das vierte Jahr
- 1931 - Das dritte Jahr
- 1931 - Rastenburg und seine Umgebung
- 1931 - Die Stadt im Osten
- 1927 - Ein hartes Geschlecht

## Filmografia (Königsberg i. Pr.)
Film:
- Königsberg i. Pr. als Handels-, Industrie- und Kulturstadt

Deutschland 1922, Kurz-Dokumentarfilm 1922, Deutschland 1922, Kurz-Dokumentarfilm Königsberg i. Pr. als Handels-, Industrie- und Kulturstadt ...
- Haupthandelsgesellschaft ostpreußischer landwirtschaftlicher Genossenschaften m. b. H., Königsberg i. Pr., Deutschland 1923, Kurz-Dokumentarfilm
- 1923 -  Deutschland 1923, Kurz-Dokumentarfilm Haupthandelsgesellschaft ostpreußischer landwirtschaftlicher Genossenschaften m. b. H., Königsberg i. Pr. ...

sches Verkehrsamt Königsberg (Weiterer Name) ... MAGISTRAT DER STADT KOENIGSBERG I. PR., STAEDTISCHES VERKEHRSAMT ...
- Samlandküstenflug, Wettbewerb für Kleinflugzeuge Königsberg i. Pr., Sonntag, den 18. Mai 1924

Deutschland 1924, Kurz-Dokumentarfilm
- 1924 - Deutschland 1924, Kurz-Dokumentarfilm Samlandküstenflug, Wettbewerb für Kleinflugzeuge Königsberg i. Pr., Sonntag, den 18. Mai 1924 ...
- Teppich-Manufaktur Max Tobias, Inhaber Eugen Hecht, Königsberg i. Pr., Schloßplatz 2

Deutschland 1922, Kurz-Dokumentarfilm
- 1922 - Deutschland 1922, Kurz-Dokumentarfilm Teppich-Manufaktur Max Tobias, Inhaber Eugen Hecht, Königsberg i. Pr., Schloßplatz 2 ...
- Die staatliche Bernsteinmanufaktur in Königsberg i.Pr.

Deutschland 1928/1929, Kurz-Dokumentarfilm
- 1929 - Deutschland 1928/1929, Kurz-Dokumentarfilm Die staatliche Bernsteinmanufaktur, Die staatliche Bernsteinmanufaktur in Königsberg i.Pr. ...
- Die Verlade- und Transportanlagen im Gaswerk Königsberg, ausgef. von der I. Pohlig A.-G., Köln-Zollstock, Deutschland 1929, Kurz-Dokumentarfilm
- 39. Mitglieder-Versammlung des Verbandes Deutscher Elektrotechniker e.V. in Königsberg (Pr.) 5. bis 8. August 1937
- Deutschland 1937/1938, Kurz-Dokumentarfilm